# Incilius aurarius
Incilius aurarius es una especie de anfibio anuro de la familia Bufonidae. Nativo del noroccidente de Guatemala y el sur de México.

## Distribución y hábitat
Se distribuye en un área limitado que incluye el norte de Huehuetenango (Guatemala) a lo largo del río Sancapech, y la zona adyacente en Chiapas (México).
Su hábitat se compone de principalmente de bosque nuboso. Su rango altitudinal varia entre 1100 y 1798 m s. n. m..